# Kadur Kaval, Holalkere
Kadur Kaval là một làng thuộc tehsil Holalkere, huyện Chitradurga, bang Karnataka, Ấn Độ.